# Crosbyarachne
Crosbyarachne Charitonov, 1937 è un genere di ragni appartenente alla famiglia Linyphiidae.

## Etimologia
Il nome è composto dall'aracnologo Crosby alla cui memoria è dedicato questo genere e dal sostantivo greco ἀράχνη, cioè arachne, che significa ragno; letteralmente significa: ragno di Crosby.

## Distribuzione
Le due specie oggi attribuite a questo genere sono diffuse in Europa centrale: in particolare sono stati rinvenuti esemplari in Ucraina, Austria, Romania, Bulgaria, Slovenia e Italia.

## Tassonomia
A maggio 2011, si compone di due specie:
- Crosbyarachne bukovskyi Charitonov, 1937[3] — Ucraina
- Crosbyarachne silvestris (Georgescu, 1973)[4] - Italia, Austria, Romania, Slovenia, Bulgaria

### Sinonimi
- Crosbyarachne korgei (Wunderlich, 1995); esemplari trasferiti dal genere Tapinocyba Simon, 1884 e riconosciuti in sinonimia con C. bukovskyi Charitonov, 1937 a seguito di un lavoro dell'aracnologo Gnelitsa del 2009[1]